# Kasteel van Budenice
Het Kasteel van Budenice (Tsjechisch: Zámek Budenice) is een kasteel in barokstijl in de Tsjechische plaats Budenice.

## Geschiedenis
Het kasteel werd gebouwd op de plaats van een ouder fort (Budenická) naar ontwerp van een onbekende architect. De bouw begon in de late 17e eeuw en werd in de vroege 18e eeuw afgerond. Het kasteel werd waarschijnlijk gebouwd in opdracht van de Tsjechische Wit-Hongaarse edelman Matěj Ondřej Hartman van Klarštejn, maar werd voltooid door de latere eigenaars, die ook het Kasteel van Smečno in bezit hadden. Dit betrof de adellĳke familie Clam-Martinic. Later werd het kasteel overgedragen aan de familie Kinští.
Het kasteel en het omliggende park zijn in verval geraakt. In 2022 is het kasteel verkocht aan het Much-museum.

## Beschrĳving
Het kasteelterrein bestond oorspronkelĳk uit een kasteelpark met Franse tuin, fazanterie en boerderijgebouwen. Het kasteel is anno 2023 nog steeds omringd door het park. Het oostelijke deel van het drievleugelige gebouw is het oudste en werd rond 1694 opgeleverd. De huidige indeling van het gebouw is echter van latere datum (1795-1796), van de hand van de familie Kinští, die twee delen liet aanbouwen.
De kasteelkapel van Sint-Wenceslaus met altaar is gebouwd naar een ontwerp van Josef Berger.  Bij de ingang van het kasteelterrein bevindt zich een door architect Friedrich August Stach ontworpen poort uit 1849. In het kasteelpark staat een vroegbarokke kapel, gewĳd aan Sint-Mattias. Deze kapel was reeds onderdeel van het oorspronkelĳke ontwerp.
Het kasteel en het omliggende park zijn niet toegankelijk voor het publiek.